# 蒙古國媒體
蒙古國媒體是指蒙古国的纸质媒體、公共广播和網絡媒體。自1990年蘇聯式體制崩潰以來，媒體經歷了大規模改革，使其更加多樣化和自由，使其成為該地區最自由的媒體之一。1998年的《媒體自由法》禁止對媒體進行審查。在其2013年的報告中，无国界记者組織將媒體環境列為179項中的第98位，即相对自由。

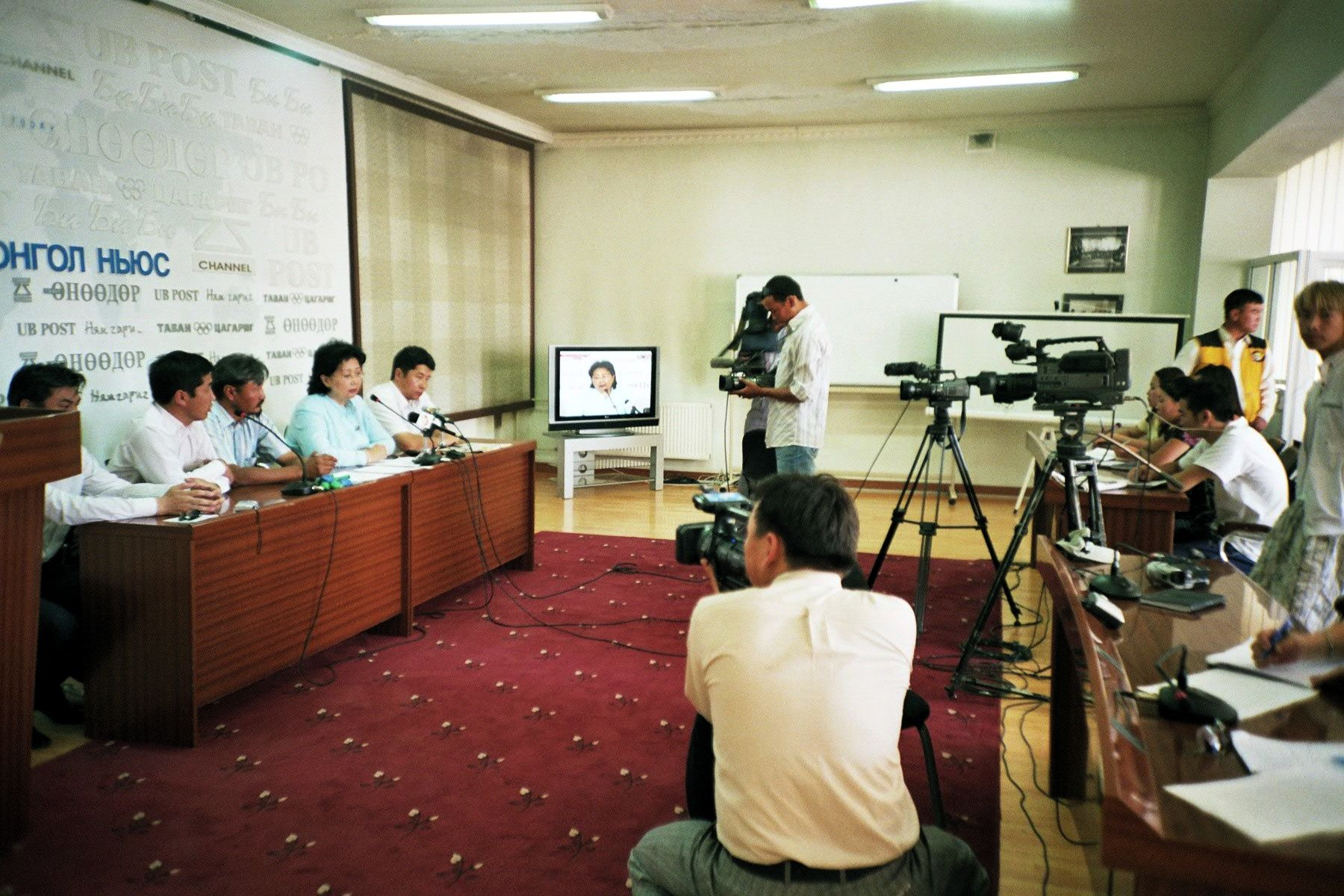
蒙古媒體採訪反對黨。自1990年代開始民主改革以來，媒體獲得了很大的自由。

儘管蒙古人口只有300萬，但全國有555家媒體和近5000名記者。

## 媒體狀況

### 1920-1990年代
蒙古報刊始於1920年，在蒙古人民黨領導下與蘇聯關係密切，有類似於蘇聯《真理報》的Unen（真理）報和由革命青年團中央委員會於1998年創立的Dzaluuchuudyn Unen（青年真理報）。在1990年代的改革之前，政府對媒體有嚴格的控制，並監督所有出版，其中不允許有獨立媒體。70 年來，人們唯一的信息來源是國營的蒙古國家廣播公司。蘇聯解體對蒙古產生了重大影響，蒙古從一黨制國家發展為多黨制民主國家，隨之而來的是媒體自由問題。

### 1990年代至今
1998年8月28日在國際非政府組織的幫助下起草並於1999年1月1日頒布的新聞自由法為媒體改革鋪平了道路。蒙古目前有大約300家印刷和廣播機構。各種形式的媒體都在示威期間對政府和“高壓”警察策略提出批評，儘管記者仍然面臨法律將誹謗和報導“國家機密”定為刑事犯罪的風險。也導致反對派指責執政的蒙古人民革命黨利用媒體確保其在選舉中取得成功。政府鼓勵新聞自由；政府首腦米耶貢布·恩赫包勒德談到“與社會不公正作鬥爭並努力發展新聞自由的記者”。為避免誹謗罪，獨立媒體會進行一定程度的自我審查。環球國際是一家獨立的媒體監管機構，於 1999 年在首都成立，旨在保護媒體自由和言論自由。
自2006年以來，媒體環境一直在改善，政府通過了新的信息自由法，並取消了媒體機構與政府的任何從屬關係。市場改革導致越來越多的人在媒體工作，同時新聞學院的學生也在增多。儘管改革仍在繼續，但法律體係幾乎沒有為批評政府官員的記者提供保護。環球國際組織在2001年至2005年間進行的一項研究發現，媒體輸掉了將近60%的法律案件，只有10%勝訴，剩下32%和解。蒙古新聞學院開展並發布了“監測蒙古媒體”調查，概述了媒體的現狀。

## 報刊
最古老的報紙是Unen，意思是真理，成立於1920 年，擁有大約200,000名訂閱者，是閱讀量最大的日報之一。由國營的Montsame出版的《蒙古信使》受到政府官員的青睞，並在政府辦公室和海外大使館散發，而私人出版物則被僑民和講英語的蒙古人以及西方企業廣泛閱讀。政黨、軍隊、工會以及藝術、文化、科學和文學組織也出版論文和期刊。鑑於該國的識字率很高（根據2000年人口普查為97.8%），報紙和期刊的發行量雖然在增加，但通常總量很少。人口對報紙的偏好是世界上最高的，68%的人更喜歡報紙而不是其他形式的媒體。與國營電視台和廣播一樣，國有報紙也已私有化。

## 電視廣播
根據2005年通過的一項法律，著名的蒙古國營廣播電視公司成為公共服務廣播公司。廣播仍然是最重要的媒體，尤其是對分散在農村的牧民而言。國內和國外的廣播電台數量眾多，主要設在烏蘭巴托。 2006年大約有115個FM和7個AM電台播出，包括 BBC世界服務、美國之音和其他外國電台。無線電廣播使用蒙古語、俄語和英語。由於財政限制，獨立電視台與以前的國營頻道相比影響較小，儘管私人電台在曾經由國家電台主導的農村取得了更大的成功。衛星電視也越來越受歡迎。有15家有線電視運營商和多達90個有線電視頻道，包括CNN、BBC、國家地理頻道和來自中國、俄羅斯、印度、日本、韓國和許多歐洲國家的新聞節目。根據亞洲開發銀行2014年的調查，80%的蒙古人將電視作為他們的主要信息來源。

## 網絡
互聯網於1995年在蒙古建立，不受政府限制，但尚未產生重大影響，截至2012年只有16%的人口可以上網。2012年大約有521,520個用戶和20,084個互聯網主機。在線報紙、雜誌和廣告一直在穩步增長。例如，有史以來第一份《蒙古周刊》時事通訊以英文提供獨家分析和新聞。